# Аполлонівка (Дніпровський район)
Аполло́нівка — село в Україні, у Солонянській селищній територіальній громаді Дніпровського району Дніпропетровської області. Населення станом на 2021 рік — 1430 мешканців.
На присадкуватих берегах  річки  Мокра Сура розкинулося наше мальовниче село Аполлонівка.
Існує декілька гіпотез його походження. Першу назву села пов’язують з грецьким світлим сонячним богом Аполлоном, тому що в селі багато днів нестерпно палить сонце, в той час, як на іншій території України йдуть дощі. Ось мандруючи співаки та танцюристи й назвали цю територію за сильну спеку Аполлонівкою. Аполлон був покровителем мистецтва, давав наснаги митцям для творчості. Його зображували з лірою в руках. Храми Аполлонові зводили в багатьох містах. Але головне святилище цього бога знаходиться в місті Дельфи. Сюди з’їжджалися з усіх куточків Греції, щоб порадитися з Аполлоном. До бога зверталися через жрицю, а відповідав Аполлон вустами жриць. Їх називали піфіями. На честь Аполлона в Дельфах влаштовувалися Піфійські свята. Тут змагалися танцюристи, музиканти, співаки, а також спортсмени. Нагородою були яблука та лавровий лист.
Інші стверджують, що ще XVIII столітті за часів кріпосного права на цій території було розташовано село Замицьке. Належало воно пану Аполлонону, але документальних підтверджень цієї позиції досі немає.
В історичних документах середини XVIII столітті, які зберігаються в Дніпропетровському державному архіві, наше село має назву Аполлонівка. А з якого часу починає своє існування, поки ще не відомо. Доведено, що в період існування Запорізької Січі — початок XVI століття і до 1775 року — на території села були розташовані козацькі зимівники — місця, де жили пристарілі козаки, які в основному, займалися скотарством та рибальством.
За наказом цариці Катерини II та князя Потьомкіна Запорізьку Січ було знищено. За мету було поставлено відкриття Словенської та Херсонської єпархій для православних народів. На початку 1776 року князь Потьомкін проїжджав по території нинішньої Аполлонівки, щоб самому перевірити, як йде виконання «найважливішого» маніфесту.
Минав час… Одне століття змінювало інше, є часи, які дотепер залишаються для нас таємницею. У жовтні 1859 року село і його землі належали Марії Аполлонівні Замицькій. Село було перейменоване на Аполлонівку на честь батька поміщиці. На початку XX століття губернською земською комісією було надано селянам села Аполлонівка 286,9 десятини землі, з яких 5,2 десятини — вигідні для обробки. Селян налічувалось 345 осіб, але земля була розділена лише на 65 душ.
В селі був один заклад народної освіти та сільрада. До районного центру 8 км, до окружного міста 40 км. Обов’язково проводили ринкові дні, яких налічувалось 8 на місяць. Працьовитими руками селян було вирито 200 колодязів, але лише з 90 можна було використовувати воду для пиття. Збудовано було 1 млин та 5 кузень. У 1859 році в селі Аполлонівка було 30 дворів, 151 житель, напередодні Першої світової війни — 57 дворів  і 413 жителів, діяла церковноприходська школа.
Відомості про село початку 30-х років та кінця 70-х років XX століття дуже стислі, тому що дослідницька робота ще триває.
До Великої Вітчизняної війни на території, де дислокується на даний час ДУ «Солонянська виправна колонія (№21), була ДТВК — дитяча трудова колонія для неповнолітніх та дітей-сиріт. В роки війни дітей евакуювали, а на території колонії був госпіталь, зразу для поранених радянських солдатів при відступі наших військ, а потім — німецький.
З 1945 року після війни була відновлена ДТВК, на базі якої готували спеціалістів по професіях із сільськогосподарським нахилом: водії, трактористи, комбайнери і т.д., за установою були закріплені землі.
До 1961 року проблему дитячої безпритульності було подолано, дітей на території колонії було все менше і менше. В 1961 році згідно зі спільним рішення Ради Міністрів та МВС СРСР на базі ДТВК була створена Солонянська виправна колонія №21.

## Географія
Село Аполлонівка розташоване на правому березі річки Мокра Сура. Перед селом (приблизно за 500 м), у неї впадає річка Тритузна, вище за течією на відстані 9 км розташоване село Вишневе, на лівому березі річки Мокра Сура, приблизно за 1.5 км, розташоване селище Надіївка і залізнична станція Привільне. На відстані 5 км розташований центр громади смт Солоне. Через село проходить автомобільна дорога, що сполучає автотраси Кривий Ріг — Дніпро і Запоріжжя — Дніпро Р80.

## Населення

### Мова
Розподіл населення за рідною мовою за даними перепису 2001 року:
| Мова       | Кількість | Відсоток |
| ---------- | --------- | -------- |
| українська | 1372      | 93.59%   |
| російська  | 93        | 6.34%    |
| білоруська | 1         | 0.07%    |
| Усього     | 1466      | 100%     |

## Економіка
Тут розташована ДУ Солонянська виправна колонія (№ 21).

## Об'єкти соціальної сфери
- Школа
- Дитячий садочок.
- Бібліотека.
- Фельдшерсько-акушерський пункт.

## Релігія
В селі знаходяться дві церкви - Свято-Вознесенський храм ПЦУ та храм Святих царствених страстотерпців УПЦ.

## Пам'ятки
- На місці сучасного розташування містечка службовців ДУ «Солонянська виправна колонія (№21), приблизно до 1960 року знаходилися залишки поміщицької садиби з фонтаном і алеєю, що веде до річки Мокра Сура.
- Аполлонівський палеовулкан - знаходиться на північ від села Аполлонівки. Вік вулкана становить приблизно 3 млрд. років, він складений із метабазальтів.

Оскільки Аполлонівський вулкан старше Фіолента і Кара-Дага, первинна його структура не так добре збереглася, як у кримських кам'яних свідків давнини. Але все ж тут можна розгледіти фрагменти палеовулканічного "амфітеатру", який в той неймовірно далекий час генерував лаву. Досвідчене око геолога може розгледіти жерловину вулкана, а на донній частині помітити "поцілунок" двох лавових потоків.

## Галерея

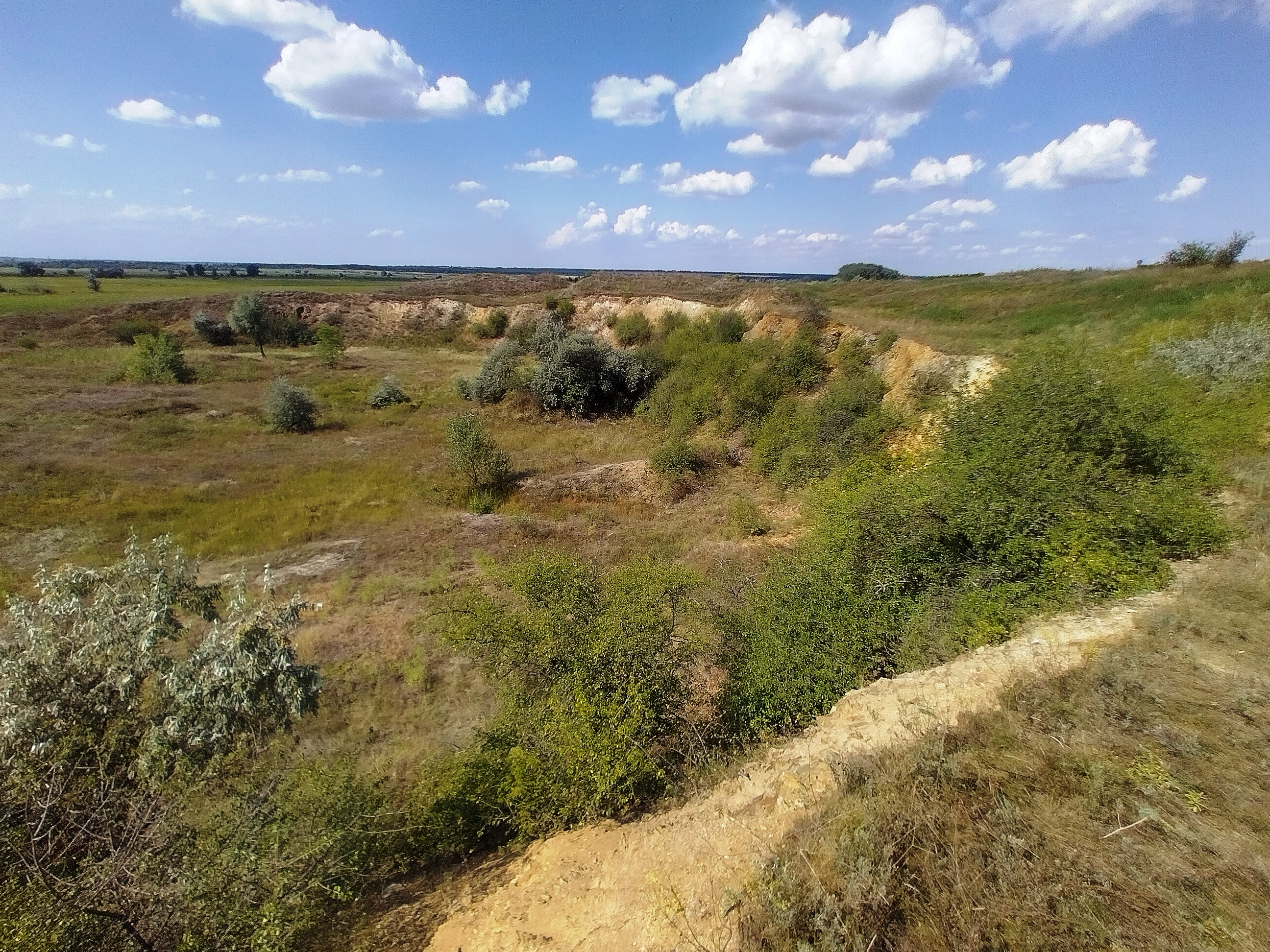
Аполлонівський палеовулкан
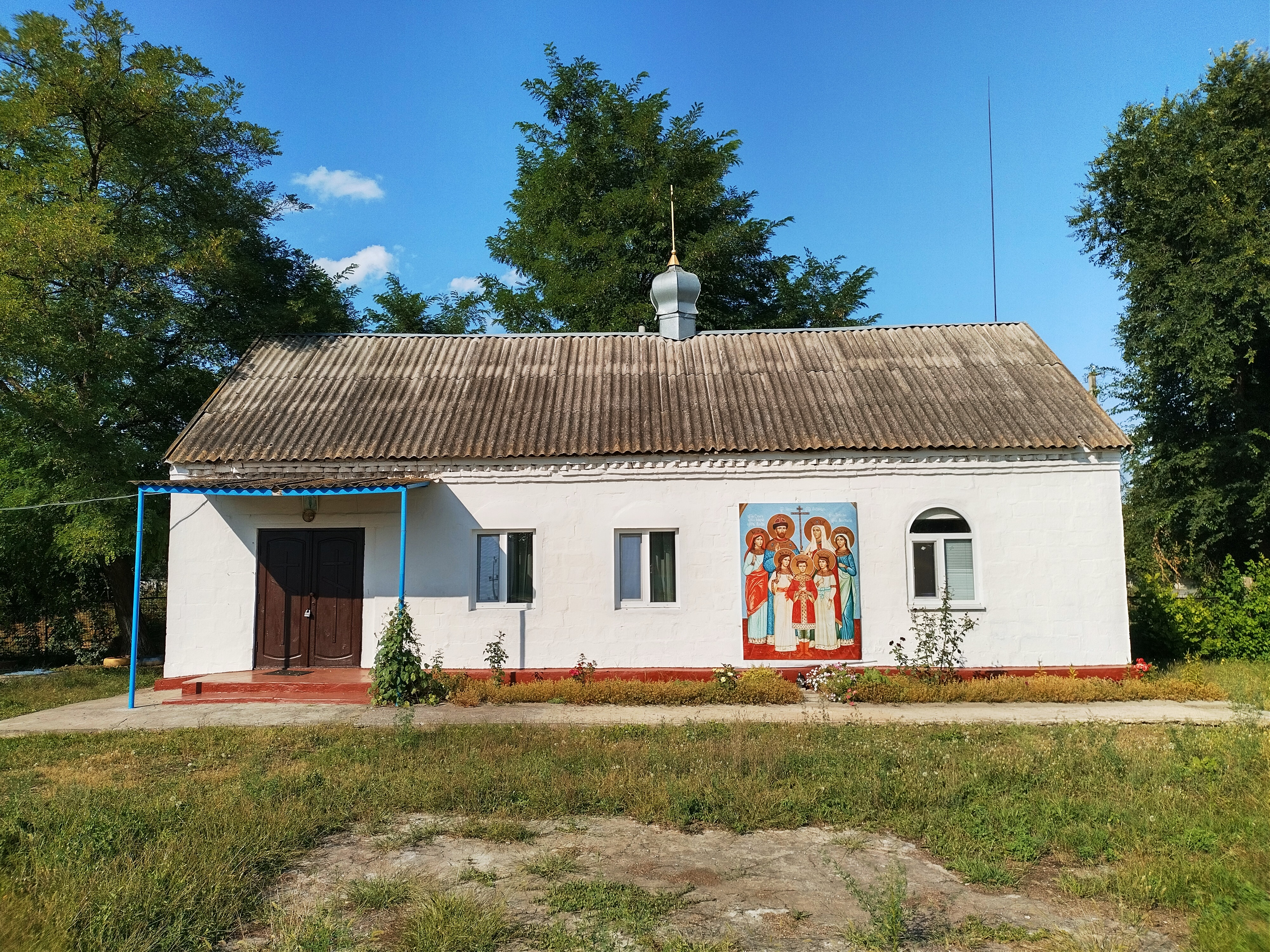
Храм Святих Царствених страстотерпців
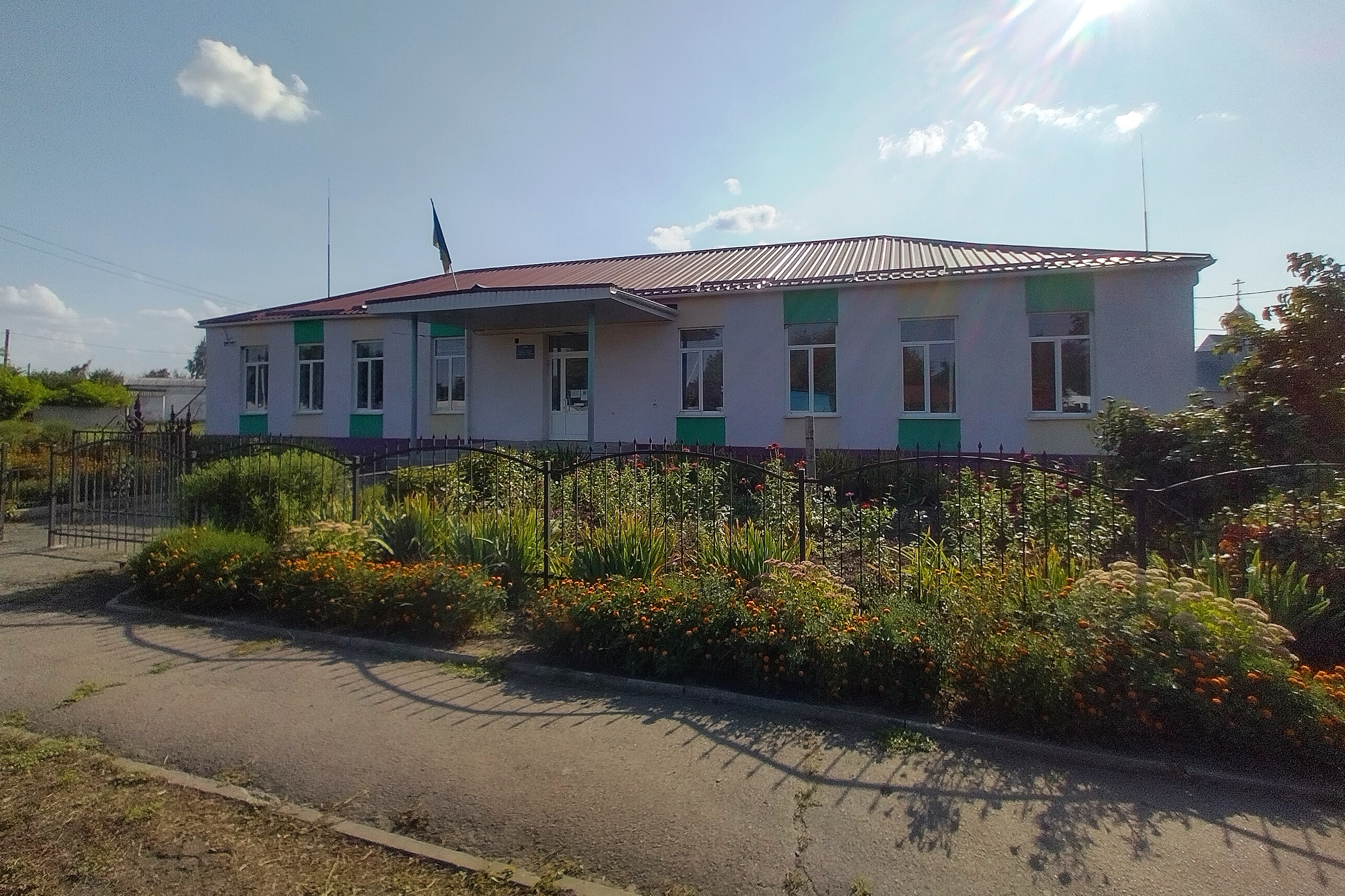
Гімназія
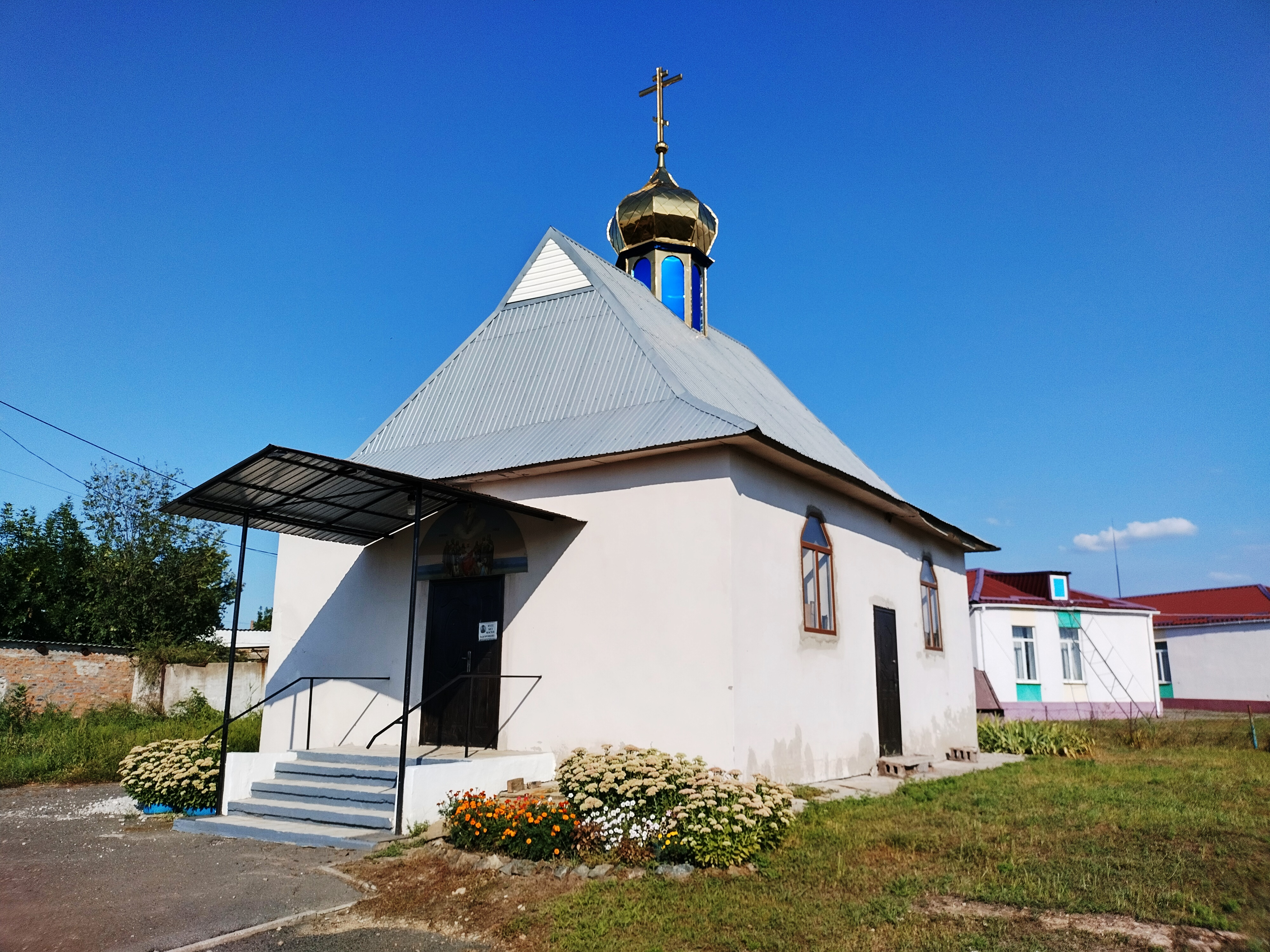
Свято-Вознесенський храм ПЦУ
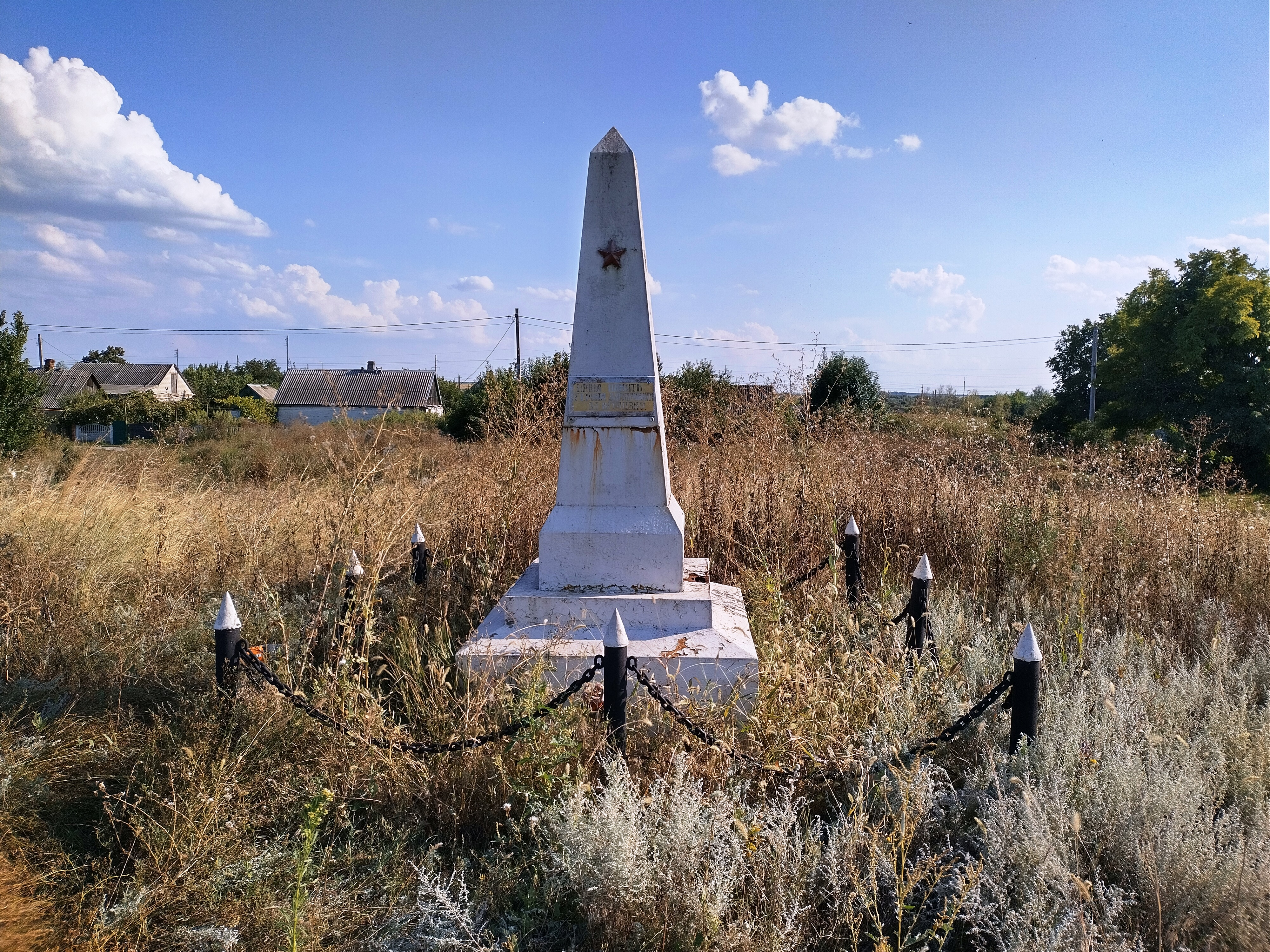
Пам'ятник "Вічна пам'ять Героям загинувшим за Вітчизну"

## Інтернет-посилання
- Погода в селі Аполлонівка [Архівовано 16 січня 2021 у Wayback Machine.]